# Mistrovství Jižní Ameriky v plážovém fotbale 2023
Mistrovství Jižní Ameriky v plážovém fotbale 2023 bylo 4. ročníkem Copy Américy v plážovém fotbale, které se konalo v argentinském městě Rosario, v období od 11. do 19. března 2023. Turnaj také poprvé sloužil jako Jihoamerická kvalifikace na MS v plážovém fotbale. Na finálový turnaj postoupily první 3 týmy. Účastnilo se ho 10 týmů, které byly rozděleny do 2 skupin po 5 týmech. Ze skupiny postoupily do finále první a druhý celek. Ostatní týmy čekali boje o umístění. Titul získala Brazílie, která porazila ve finále Argentinu 13:5.

## Stadion
Turnaj se hrál na jednom stadionu v jednom hostitelském městě: Predio Ferial Parque de la Independencia (Rosario).
| Rosario                                  |
| ---------------------------------------- |
| Predio Ferial Parque de la Independencia |
| Rosario                                  |

### Skupinová fáze
| Vysvětlivky                                          |
| ---------------------------------------------------- |
| Týmy na prvních dvou místech postupují do semifinále |
| Zápasy o umístění                                    |
| Vítěz zápasu je tučně zvýrazněn                      |

Čas každého zápasu je uveden v lokálním čase.

#### Skupina A
| Tým       | Z | V | R | P | VG | IG | +/− | B  |
| --------- | - | - | - | - | -- | -- | --- | -- |
| Brazílie  | 4 | 4 | 0 | 0 | 35 | 7  | +28 | 12 |
| Argentina | 4 | 2 | 1 | 1 | 14 | 17 | −3  | 7  |
| Uruguay   | 4 | 2 | 0 | 2 | 14 | 17 | −3  | 6  |
| Peru      | 4 | 1 | 0 | 3 | 11 | 17 | −6  | 3  |
| Ekvádor   | 4 | 0 | 0 | 4 | 14 | 30 | −16 | 0  |

| 11. března 2023 14:00                                                     |        |                                                                                      |                                                                             |
| Ekvádor                                                                   | 5 : 6  | Peru                                                                                 | Predio Ferial Parque de la Independencia, Rosario rozhodčí: Pablo Defelippi |
| Daniel Cedeño 1P, 1P José Rosales 1P Luis Omar Carrera 2P Jorge Ballón 2P | Report | Sócrates Vidal 1P Manuel Millares 2P Billyvardo Velezmoro 2P, 3P, 3P Irwing Acuña 3P | Predio Ferial Parque de la Independencia, Rosario rozhodčí: Pablo Defelippi |

| 11. března 2023 17:00                                                              |        |                                                                         |                                                                            |
| Argentina                                                                          | 5 : 4  | Uruguay                                                                 | Predio Ferial Parque de la Independencia, Rosario rozhodčí: Micke Palomino |
| Lautaro Benaducci 1P Naguel Gigena 2P Emiliano Holmedilla 2P, 3P Luciano Sirico 2P | Report | Ignacio Di Bello 1P Santiago Miranda 3P Gonzalo Cazet 3P Luis Quinta 3P | Predio Ferial Parque de la Independencia, Rosario rozhodčí: Micke Palomino |

| 12. března 2023 14:00   |        |                                                                   |                                                                              |
| Uruguay                 | 2 : 6  | Brazílie                                                          | Predio Ferial Parque de la Independencia, Rosario rozhodčí: Jorge Iván Gómez |
| Santiago Miranda 2P, 3P | Report | Benjinha 1P Mauricinho 1P Zé Lucas 1P Brendo 1P, 3P Edson Hulk 2P | Predio Ferial Parque de la Independencia, Rosario rozhodčí: Jorge Iván Gómez |

| 12. března 2023 17:00                   |               |                                                                                   |                                                                             |
| Ekvádor                                 | 4 : 5 (prod.) | Argentina                                                                         | Predio Ferial Parque de la Independencia, Rosario rozhodčí: Mayron Dos Reis |
| Jorge Ballón 1P, 3P, 3P José Rosales 1P | Report        | Lucas Medero 1P, 2P Lautaro Benaducci 2P Emiliano Holmedilla 2P Carlos Nevarez PR | Predio Ferial Parque de la Independencia, Rosario rozhodčí: Mayron Dos Reis |

| 13. března 2023 14:00                                          |        |                                                                         |                                                                            |
| Uruguay                                                        | 6 : 5  | Ekvádor                                                                 | Predio Ferial Parque de la Independencia, Rosario rozhodčí: Jaimito Suárez |
| Santiago Miranda 1P, 2P, 3P Gastón Laduche 2P Gonzalo Cazet 3P | Report | Daniel Cedeño 1P, 3P Oswaldo Farías 1P Jorge Senge 2P Carlos Nevarez 3P | Predio Ferial Parque de la Independencia, Rosario rozhodčí: Jaimito Suárez |

| 13. března 2023 17:00                                                   |        |                                                              |                                                                             |
| Brazílie                                                                | 8 : 3  | Peru                                                         | Predio Ferial Parque de la Independencia, Rosario rozhodčí: Christian Altez |
| Zé Lucas 1P, 3P Benjinha 1P, 3P Edson Hulk 1P, 2P Diogo Catarino 2P, 2P | Report | Billyvardo Velezmoro 1P Sócrates Vidal 2P Diego Alcántara 2P | Predio Ferial Parque de la Independencia, Rosario rozhodčí: Christian Altez |

| 15. března 2023 14:00                                                                                                   |        |         |                                                                      |
| Brazílie | 13 : 0 | Ekvádor | Predio Ferial Parque de la Independencia, Rosario rozhodčí: Luis Coy |
| Datinha 1P Edson Hulk 1P, 2P, 3P Diogo Catarino 1P Mauricinho 2P, 3P Brendo 2P Filipe Silva 2P Bobô 3P Mão 3P Jordan 3P | Report |         | Predio Ferial Parque de la Independencia, Rosario rozhodčí: Luis Coy |

| 15. března 2023 17:00 |        |                                   |                                                                              |
| Peru                  | 1 : 2  | Argentina                         | Predio Ferial Parque de la Independencia, Rosario rozhodčí: Jorge Iván Gómez |
| Sócrates Vidal 2P     | Report | Lucas Ponzetti 2P Lucas Medero 3P | Predio Ferial Parque de la Independencia, Rosario rozhodčí: Jorge Iván Gómez |

| 16. března 2023 14:00 |        |                                   |                                                                      |
| Peru                  | 1 : 2  | Uruguay                           | Predio Ferial Parque de la Independencia, Rosario rozhodčí: Luis Coy |
| Enzo Delgado 1P       | Report | Richard Catardo 1P Luis Quinta 3P | Predio Ferial Parque de la Independencia, Rosario rozhodčí: Luis Coy |

| 16. března 2023 17:00    |        |                                                                                  |                                                                             |
| Argentina                | 2 : 8  | Brazílie                                                                         | Predio Ferial Parque de la Independencia, Rosario rozhodčí: Alex Valdiviezo |
| Lautaro Benaducci 2P, 3P | Report | Edson Hulk 1P, 1P Filipe Silva 1P Mauricinho 2P, 3P Benjinha 2P Jordan Soares 3P | Predio Ferial Parque de la Independencia, Rosario rozhodčí: Alex Valdiviezo |

#### Skupina B
| Tým       | Z | V | R | P | VG | IG | +/− | B |
| --------- | - | - | - | - | -- | -- | --- | - |
| Kolumbie  | 4 | 3 | 0 | 1 | 14 | 9  | +5  | 9 |
| Paraguay  | 4 | 3 | 0 | 1 | 29 | 12 | +17 | 9 |
| Chile     | 4 | 2 | 0 | 2 | 12 | 18 | −6  | 6 |
| Bolívie   | 4 | 2 | 0 | 2 | 10 | 18 | −8  | 6 |
| Venezuela | 4 | 0 | 0 | 4 | 9  | 17 | −8  | 0 |

| 11. března 2023 12:30                                              |        |                                        |                                                                             |
| Bolívie                                                            | 4 : 2  | Venezuela                              | Predio Ferial Parque de la Independencia, Rosario rozhodčí: Luciano Andrade |
| Erick López 1' Darlon Zárate 5' Pablo Zapata 24' Berthy Alpiri 26' | Report | Hengelbert Prado 9' Fausto Escobar 21' | Predio Ferial Parque de la Independencia, Rosario rozhodčí: Luciano Andrade |

| 11. března 2023 15:30                                            |        |                                                                                             |                                                                             |
| Paraguay                                                         | 4 : 5  | Kolumbie                                                                                    | Predio Ferial Parque de la Independencia, Rosario rozhodčí: Christian Altez |
| Néstor Medina 20', 35' Valentín Benítez 27' Milcíades Medina 29' | Report | Wilson Córdoba 10' Esleider de Ávila 16' Rafael Acosta 17' Victor Morales 23' Juan Ossa 33' | Predio Ferial Parque de la Independencia, Rosario rozhodčí: Christian Altez |

| 12. března 2023 12:30                           |        |                                       |                                                                        |
| Kolumbie                                        | 3 : 2  | Chile                                 | Predio Ferial Parque de la Independencia, Rosario rozhodčí: Mario Romo |
| Victor Morales 2P Juan Ossa 2P Eduardo López 2P | Report | Alberto Echeverria 1P Daniel Papic 3P | Predio Ferial Parque de la Independencia, Rosario rozhodčí: Mario Romo |

| 12. března 2023 15:30 |        | |                                                                           |
| Bolívie               | 1 : 10 | Paraguay | Predio Ferial Parque de la Independencia, Rosario rozhodčí: Lucas Estevão |
| Dudy Chávez 3P        | Report | Mathías Martínez 1', 9' Néstor Medina 3' Milciades Medina 6', 19' Carlos Ovelar 14', 34' Thiago Barrios 33', 34' Sixto Cantero 35' | Predio Ferial Parque de la Independencia, Rosario rozhodčí: Lucas Estevão |

| 13. března 2023 12:30                  |        |                                                   |                                                                             |
| Kolumbie                               | 2 : 3  | Bolívie                                           | Predio Ferial Parque de la Independencia, Rosario rozhodčí: Aecio Fernández |
| Esleider de Ávila 1P Victor Morales 3P | Report | Dárlon Zárate 2P Berthy Alpiri 3P Jhon Hurtado 3P | Predio Ferial Parque de la Independencia, Rosario rozhodčí: Aecio Fernández |

| 13. března 2023 15:30                                           |        |                                                       |                                                                            |
| Chile                                                           | 4 : 3  | Venezuela                                             | Predio Ferial Parque de la Independencia, Rosario rozhodčí: Carlos Maidana |
| Daniel Papic 11' Héctor Tobar 12', 28' Benjamín Arce 26' (pen.) | Report | Rosdel Ramos 2' José Semprun 17' Hengelbert Prado 35' | Predio Ferial Parque de la Independencia, Rosario rozhodčí: Carlos Maidana |

| 15. března 2023 12:30                                                |        |                                    |                                                                        |
| Chile                                                                | 4 : 2  | Bolívie                            | Predio Ferial Parque de la Independencia, Rosario rozhodčí: Mario Romo |
| Ariel Peso 1P Pablo Rodríguez 2P Héctor Tobar 3P Diego San Martín 3P | Report | Berthy Alpiri 1P Dahulon Zárate 2P | Predio Ferial Parque de la Independencia, Rosario rozhodčí: Mario Romo |

| 15. března 2023 15:30                                                        |        |                                                                                     |                                                                             |
| Venezuela                                                                    | 4 : 5  | Paraguay                                                                            | Predio Ferial Parque de la Independencia, Rosario rozhodčí: Alex Valdiviezo |
| Edgar Castellanos 1' Fausto Escobar 11' Enderson Ramos 27' Wuinder Muñoz 34' | Report | Thiago Barrios 11' Sixto Cantero 11' Jhovanny Benítez 15' Milciades Medina 17', 29' | Predio Ferial Parque de la Independencia, Rosario rozhodčí: Alex Valdiviezo |

| 16. března 2023 12:30 |        |                                                                              |                                                                            |
| Venezuela             | 0 : 4  | Kolumbie                                                                     | Predio Ferial Parque de la Independencia, Rosario rozhodčí: Micke Palomino |
|                       | Report | Andrés Rueda 8' Sebastián Hernández 16' Eduardo López 18' Wilson Córdoba 34' | Predio Ferial Parque de la Independencia, Rosario rozhodčí: Micke Palomino |

| 16. března 2023 15:30 |        |                          |                                                                            |
| Paraguay | 10 : 2 | Chile                    | Predio Ferial Parque de la Independencia, Rosario rozhodčí: Carlos Maidana |
| Yoao Rolón 10' Jhovanny Benítez 13' Milcíades Medina 14', 31' Thiago Barrios 18' Mathías Martínez 25' Néstor Medina 26', 28', 35' Valentín Benítez 30' | Report | Andrés Albuerno 31', 35' | Predio Ferial Parque de la Independencia, Rosario rozhodčí: Carlos Maidana |

#### O 9. místo
| 18. března 2023 11:30              |        |                  |                                                                             |
| Ekvádor                            | 2 : 1  | Venezuela        | Predio Ferial Parque de la Independencia, Rosario rozhodčí: Mayron Dos Reis |
| Daniel Cedeño 3' Moisés Dender 16' | Report | Renny García 21' | Predio Ferial Parque de la Independencia, Rosario rozhodčí: Mayron Dos Reis |

#### O 7. místo
| 18. března 2023 13:15                                                          |        |                                                          |                                                                           |
| Peru                                                                           | 6 : 3  | Bolívie                                                  | Predio Ferial Parque de la Independencia, Rosario rozhodčí: Lucas Estevão |
| Manuel Millares 1P Irwing Acuña 2P, 2P Diego Alcántara 2P, 3P Enzon Delgado 3P | Report | Dudy Chávez 1P Darlon Zárate 2P Berthy Alpiri 3P' (pen.) | Predio Ferial Parque de la Independencia, Rosario rozhodčí: Lucas Estevão |

#### O 5. místo
| 19. března 2023 11:30                                                   |        |                             |                                                                             |
| Uruguay                                                                 | 5 : 4  | Chile                       | Predio Ferial Parque de la Independencia, Rosario rozhodčí: Luciano Andrade |
| Ignacio di Bello 2P Andrés Laens 2P, 2P Gonzalo Cazet 3P Luis Quinta 3P | Report | Héctor Tobar 1P, 2P, 2P, 3P | Predio Ferial Parque de la Independencia, Rosario rozhodčí: Luciano Andrade |

## Vyřazovací fáze
|  | Semifinále | Semifinále | Semifinále |  |  | Finále      | Finále      | Finále      |
|  |            |            |            |  |  |             |             |             |
|  |            | Brazílie   | 7          |  |  |             |             |             |
|  |            | Paraguay   | 4          |  |  |             |             |             |
|  |            |            |            |  |  |             | Brazílie    | 13          |
|  |            |            |            |  |  |             | Argentina   | 5           |
|  |            | Kolumbie   | 0          |  |  |             |             |             |
|  |            | Argentina  | 2          |  |  | Třetí místo | Třetí místo | Třetí místo |
|  |            |            |            |  |  |             | Paraguay    | 5           |
|  |            |            |            |  |  |             | Kolumbie    | 7           |

#### Semifinále
| 18. března 2023 15:00                                                        |        |                                                    |                                                                             |
| Brazílie                                                                     | 7 : 4  | Paraguay                                           | Predio Ferial Parque de la Independencia, Rosario rozhodčí: Aecio Fernández |
| Brendo 10' Igor Melo 1P Benjinha 16', 26' Zé Lucas 2P Jordan Soares 23', 29' | Report | Valentín Benítez 9', 22' Mathías Martínez 17', 29' | Predio Ferial Parque de la Independencia, Rosario rozhodčí: Aecio Fernández |

| 18. března 2023 16:45 |        |                                          |                                                                             |
| Kolumbie              | 0 : 2  | Argentina                                | Predio Ferial Parque de la Independencia, Rosario rozhodčí: Christian Altez |
|                       | Report | Emiliano Holmedilla 3P Lucas Ponzetti 3P | Predio Ferial Parque de la Independencia, Rosario rozhodčí: Christian Altez |

#### O 3. místo
| 19. března 2023 13:30                                                            |        |                                                                                    |                                                                          |
| Paraguay                                                                         | 5 : 7  | Kolumbie                                                                           | Predio Ferial Parque de la Independencia, Rosario rozhodčí: Mariano Romo |
| Mathías Martínez 17', 20' Sixto Cantero 27' Jesús Rolón 33' Valentín Benítez 35' | Report | Juan Ossa 5', 17' Wilson Córdoba 17', 18' Rafael Acosta 21', 32' Kevin Clavijo 35' | Predio Ferial Parque de la Independencia, Rosario rozhodčí: Mariano Romo |

#### Finále
| 19. března 2023 16:00 |        |                                                                                             |                                                                              |
| Brazílie | 13 : 5 | Argentina                                                                                   | Predio Ferial Parque de la Independencia, Rosario rozhodčí: Jorge Iván Gómez |
| Zé Lucas 1P Jordan Soares 1P, 3P Edson Hulk 1P, 3P, 3P, 3P Filipe Silva 1P, 1P Igor Melo 2P Brendo Chagas 3P Datinha 3P, 3P | Report | Lucas Ponzetti 2P Manuel Pomar 3P Mathías Rivadeneira 3P Lucas Medero 3P Emanuel De Sosa 3P | Predio Ferial Parque de la Independencia, Rosario rozhodčí: Jorge Iván Gómez |